# Richard Owe

Richard Owe

Richard Owe (* 10. Dezember 1889 in Döbeln; † 6. Februar 1970 in Backnang) war ein deutscher Politiker (NSDAP).

## Leben und Wirken
Nach dem Besuch der Bürgerschule in Rossen erlernte Richard Owe von 1904 bis 1907 das Molkereifach in Rossen und Stralsund. Von 1904 bis 1906 besuchte er ergänzend dazu auch die Handelsschule in Rossen. Anschließend war er in Betrieben der Molkereibranche tätig. Von 1909 bis 1911 gehörte er dem 1. Königlich sächsischen Fußartillerie-Regiment 12 in Metz an. Von 1914 bis 1918 nahm er mit verschiedenen Fußartillerie-Formationen am Ersten Weltkrieg teil.
Im Januar 1923 trat Owe in die NSDAP ein. Im selben Jahr wurde er Gemeindeverordneter in Colditz. Der neu gegründeten NSDAP schloss er sich zum 6. Februar 1926 wieder an (Mitgliedsnummer 29.681). 1930 wurde er Mitglied des Bezirkstages und des Bezirksausschusses der Amtshauptmannschaft Grimma. März 1933 Vorsitzender des Bezirkstages Grimma und Mitglied des Kreisausschusses der Kreishauptmannschaft Leipzig sowie Mitglied des Sächsischen Gemeindetages. Er war ab Oktober 1923 Mitglied der SA. Im Oktober 1933 übernahm Owe als Obersturmbannführer die Führung der SA-Standarte 179, bevor er im Juli 1935 mit der Führung der SA-Brigade 36, Plauen, beauftragt wurde.
Von November 1933 bis zum Ende der NS-Diktatur im Frühjahr 1945 saß Owe zudem als Abgeordneter für den Wahlkreis 29 (Leipzig) im nationalsozialistischen Reichstag.